# Espada de cangrejo

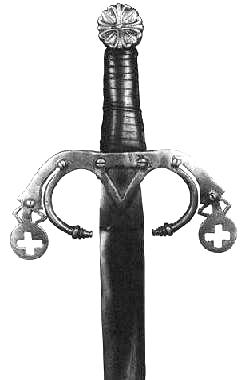
Espada negra o de cangrejo.

La espada de cangrejo, del portugués espada de caranguejo, es una espada ibérica de uso naval originaria del Portugal del siglo XV. Fue especialmente utilizada durante las conquistas portuguesas de África y la India, además de por conquistadores españoles.

## Nombres
Se la conocía principalmente como espada de caranguejo o espada carangueja por la forma de su guarda, pero también recibía los nombres de espada colhona (espada testicular) por el mismo motivo y espada preta de bordo (espada negra de a bordo) por el color de su hoja y su uso en ultramar.

## Características
Esta espada se destaca por la complicada y ostentosa forma de su guardia, rematada en cada extremo por un disco metálico orientado hacia delante que podía desempeñarse como cuchilla extra si estaba lo bastante afilado. También era habitual una guardia extra con dos barras curvadas hacia la hoja que podían servir para atrapar la hoja del oponente. La hoja solía estar pintada de negro para mitigar la corrosión marítima, además de para prevenir reflejos de luz y permitir así un abordaje o desembarco más sigiloso.
La longitud de la hoja podía llegar a alcanzar los 91 cm. A pesar de ello, la espada presupone su uso con una sola mano, destinando la otra a manejar un escudo o, como empezaba a ser cada vez más habitual en la esgrima ibérica de su época, una daga de mano izquierda, que los lusos denominaban adaga de mão esquerda.

## Historia
La espada de tipo cangrejo apareció entre 1460 y 1480 a caballo entre Portugal, España e Italia, tierras cruzadas tanto cultural como dinásticamente, aunque fue Portugal el que la utilizó en mayor cantidad, integrándola como parte del equipamiento de sus soldados virreinales. Algunos ejemplares fueron adquiridos por jefes aliados africanos, que consideraban un símbolo de honor y mando el disponer de las llamativas y potentes armas de los ibéricos.